# Cathydata schadei
Cathydata schadei är en fjärilsart som beskrevs av Louis Beethoven Prout 1933. Cathydata schadei ingår i släktet Cathydata och familjen mätare. Inga underarter finns listade i Catalogue of Life.